# Hadji Mohammad Ajul
Hadji Mohammad Ajul (Bayan ng Hadji Mohammad Ajul) är en kommun i Filippinerna. Kommunen ligger på ön Basilan, och tillhör provinsen Basilan. Folkmängden uppgår till 19 307 invånare år 2015.
Hadji Mohammad Ajul delas in i 11 barangayer.